# بوریس پانکین
بوریس پانکین (روسی: Борис Дмитриевич Панкин؛ زادهٔ ۲۰ فوریهٔ ۱۹۳۱) یک سیاست‌مدار اهل اتحاد جماهیر شوروی سوسیالیستی است.
وی همچنین برنده جوایزی همچون جایزه دولتی اتحاد شوروی شده است.